# Těmice (kraj Wysoczyna)
Těmice – miejscowość i gmina (obec) w Czechach, w kraju Wysoczyna, w powiecie Pelhřimov. W 2022 roku liczyła 385 mieszkańców.